# ミッキーマウスとロードレーサーズ
「ミッキーマウスとロードレーサーズ」（原題：Mickey and the Roadster Racers）はディズニージュニア、テレビ東京系列で放映されるアメリカ製アニメーション作品。『ミッキーマウス クラブハウス』の後継。アメリカでは、2017年1月15日からレギュラー放送開始。日本では、2017年4月22日からディズニージュニアにてレギュラー放送（毎週土曜・日曜）開始。2018年7月1日から2019年3月31日までテレビ東京系列の6局ネットで地上波のレギュラー放送（毎週日曜）を開始。2018年10月5日からはDlifeでも放送開始。

## 概要
ディズニー・テレビジョン・アニメーションでストーリーボードデザイナー、演出、総監督等を経験し、エミー賞受賞者でもあるベテランのロブ・ラドゥカが制作総指揮を務め、ラドゥカと共に『ジェイクとネバーランドのかいぞくたち』等を手掛けた脚本家のマーク・セイデンバーグが共同制作総指揮とシリーズ構成を務める。
制作するにあたり、自動車愛好家でもあるラドゥカはセイデンバーグと共に多くの自動車ショーやジェイ・レノのガレージで取材を行い、ディズニーキャラクターの過去の映像を見直している。また、キャラクターについてはセイデンバーグによると「行動は近代化しているが性格までは近代化できない。各キャラクターは30年代、40年代の性格に準拠している。」と語っている。
日本語および英語による字幕放送を実施。ミッキーの声は黄色、ミニーの声は水色、ドナルドの声は緑色、その他のキャラクターの声は白で表示される。
アメリカでは、シーズン2の制作をもって番組をリニューアルし、シーズン3(日本では別番組扱い)の『ミッキーマウス ミックス・アドベンチャー』が2019年10月14日にスタートした。

## あらすじ
前半は「ホットドッグヒルズ」に住むミッキーマウスと仲間たちが特別なレースカーに乗り、世界各地を冒険するお話。後半はミニーとデイジーがレースの傍ら、ハッピーヘルパーのお仕事に出かけるお話。

## 登場人物

### レギュラーキャラ
- ミッキーマウス（日本語版吹替：青柳隆志 → 星野貴紀〈30話から〉）
- ミニーマウス（日本語版吹替：遠藤綾）
- ドナルドダック（日本語版吹替：山寺宏一）
- デイジーダック（日本語版吹替：土井美加）
- グーフィー（日本語版吹替：島香裕 → 宮本崇弘[7]〈52話から〉）
- プルート　(原語版流用)
- クッコーロカ（日本語版吹替：福井美樹 → 澁谷梓希〈28話から〉）：「ハッピーヘルパー」等でミニー達と行動を共にする黄色い小鳥。元々は『ミニーのリボンショー』で登場したキャラクター。

- ビリー・ビーグル（日本語版吹替：後藤光祐）：レースパートにおける実況アナウンサー。

### 街の住人
- チップとデール（日本語版吹替：滝沢ロコ〈チップ〉、稲葉実〈デール〉）：本作ではガレージでレースカーなどの整備を担当する。
- ピート（日本語版吹替：北川勝博）：本作ではミッキーの友人として扱われており、レースではズルもするが優勝したり、チップとデールの友情に感激するなど性格も丸くなっている。今作はたくさんの家族や親戚が登場しており、中には彼によく似たそっくりさんも出ることもある。
- ブッチ
- クララベル・カウ（日本語版吹替：福島桂子）：レースのコースマーシャルとして登場しており、稀にレーサーとしてもエントリーする。
- ホーレス・ホースカラー（日本語版吹替：魚建）：本作ではデザインが変更され、ミッキーの友人ではなくスペイン出身のレーサーという設定になっている。本作から「ヒヒン」と鳴く。
- クララ・クラック
- クリオ
- クリフォート
- ルードヴィヒ・フォン・ドレイク（日本語吹替：沢りつお）：今作は過去のシリーズに比べて登場が少ない。
- ヒルダ（日本語吹替：高尾まみ）
- バートラム・ビッグビー（日本語吹替：不明）
- ピンキー・ビッグビー（日本語吹替：不明）
- マクビーグル市長（日本語吹替：こねり翔）
- スージー・ビーグルマン（日本語吹替：伊達朱里紗）
- ミセス・ビーグルマン（日本語吹替：城内由茄子）
- エルレイ・サンダーブーム（日本語吹替：佐伯美由紀）
- ミセス・サンダーブーム（日本語吹替：不明）
- ミセス・マクスノーター（日本語吹替：不明）
- プック・マクスノーター（日本語吹替：不明）
- ミセス・マクビリー（日本語吹替：不明）
- パール（日本語吹替：不明）
- パック（日本語吹替：不明）

### その他
- コマンダー・ハイスト（日本語吹替：不明）
- ラズロ
- ウッドチャック

### ゲスト
括弧の数字は登場した話、アルファベットは前半後半を意味する。パートのアルファベットが記載されていない場合、その話のAパート、Bパート両方に登場したことを示す。
- ジミニー・ジョンソン（1a、日本語吹替:不明）
- ママパスタ（3a、日本語版吹替：不明）
- ロビー・ロバーツ（3b・25b・28b、日本語吹替：不明）
- ルイージ（3b、日本語吹替:不明）
- チャウンシー・チップス（4a、日本語吹替：不明）
- ビーグル・スウェイト（4a、日本語吹替：不明）
- ミミ（4a、日本語吹替：不明）
- ミセス・ドッグウォーカー（4a、日本語吹替:不明）
- ニック・ホック（4a、日本語吹替：不明）
- ホセ・キャリオカ（5a・38b、日本語版吹替：中尾隆聖）
- パンチート（5a・38b、日本語版吹替：古川登志夫）
- エル・マルコス（5b）
- レイラニ（6b・36、日本語版吹替：不明）
- オリーナ（6b・36、日本語版吹替：不明）
- カイ（6b・36、日本語版吹替：不明）
- ビーグル・ギッシュ（9a、日本語版吹替：不明）
- ドゥーズィー（9b・12b・28b、日本語吹替：不明）
- ピーターロフスキー（10a、日本語版吹替：北川勝博）
- エミー・ルー（12b、日本語版吹替：不明）
- ピーターソン（12b、日本語版吹替：不明）
- フィオーナ・フェザーストーン（12b、日本語版吹替：不明）
- マクビリー（13b、日本語版吹替：不明）
- バディー（13b、日本語版吹替：不明）
- モーティー・マックール（14a、日本語版吹替：不明）
- ポルシャ・デハウンド（15b、日本語版吹替：不明）
- ピータローニ（15b、日本語版吹替：北川勝博）
- ビリーのおじいちゃん（16b・23b・36b、日本語版吹替：不明）
- ガース（16b・35b、日本語版吹替：不明）
- ギャレット（16b・35b、日本語版吹替：不明）
- ノーム（17a、日本語版吹替：不明）
- バベット（17b、日本語版吹替：不明）
- ダニ・スー（18a・22a、日本語版吹替：不明）
- ダラス（18a）
- フランシスコ（18a、日本語版吹替：不明）
- スティッキー・フィンガーズ・フレッド（19a、日本語版吹替：不明）
- シュナイダー（19a、日本語版吹替：不明）
- ミリーマウス（19b・41b、日本語吹替：成田紗矢香）：ミニーマウスの姪｡水色の服に水色のリボン。
- メロディマウス（19b・41b、日本語吹替：沖田愛）：ミニーマウスの姪。ピンクの服とピンクのリボン。
- シェフ・オリスリー（21b、日本語版吹替：不明）
- シェフ・ビーグル（21b、日本語版吹替：不明）
- ゴードン・ギア（22a・51a、日本語版吹替：不明）
- ミセス・スイータムス（24b、日本語版吹替：不明）
- ピエール・ル・ピエール（25a、日本語版吹替：不明）
- クッコーロカの親族
  - クッコーララ（25b・33b、日本語版吹替：福井美樹 → 澁谷梓希（33話））
  - クッコーカルメン（日本語版吹替：不明）
  - クッコーモネ（33b、日本語版吹替：不明）
  - クッコーアンジェラ（33b、日本語版吹替：不明）
  - クッコーエクレア（33b、日本語版吹替：澁谷梓希）
- ビーグル・スヌート（26b、日本語版吹替：不明）
- シーザー・デュ・フラン（28b、日本語吹替:不明）
- ミス・ビーグルスヌート/アイビー（28b、日本語吹替:不明）
- チャンプ（28b）
- マグノニア〈マニー〉（30a、日本語版吹替：不明）
- ドクターウェズ（30b、日本語版吹替：不明）
- ビーン・ダノウェッツ（30b、日本語版吹替：不明）
- シリー・スティーブ（31a、日本語版吹替：不明）
- ピッパ（32a、日本語版吹替：不明）
- セレスト（33a、日本語版吹替：不明）
- シェフ ピエール（33a、日本語版吹替：不明）
- パトリス（33a）
- ヴィクター・ヴォン・グース（34a、日本語版吹替：不明）
- マックス（34a、日本語版吹替：不明）
- ニナ・グリッター（35a、日本語版吹替：柚木尚子）
- グリッタレッツ（35a、日本語版吹替：不明）
- ホクラニ（36a、日本語版吹替：不明）
- ピートのいとこたち（全員日本語版吹替：北川勝博）
  - パティ（27b・36a）
  - ププ・ラッター・ピート（以下36a）
  - パウ・ハナ
- アルマンダ・ダ・クワック（38、日本語版吹替：不明）
- パンチョ・ピート（38b、日本語版吹替：北川勝博）
- ビーグルズ（41b）
  - ニック・ビーグル（日本語版吹替：不明）
  - ルーク・ビーグル（日本語版吹替：不明）
  - ロッコ・ビーグル（日本語版吹替：不明）
- ハイジ（42a、日本語版吹替：不明）
- ハンナ（42a、日本語版吹替：不明）
- センセーショナル・サトー（46a、日本語版吹替：佐藤琢磨）
- グーフおじさん（46a・47a、日本語版吹替：島香裕）
- セニョール・バステス（46b、日本語版吹替：不明）
- シルヴィア（46b、日本語版吹替：不明）
- ミスター・タルボット（47a、日本語版吹替：不明）
- エミー・ルー（51a、日本語版吹替：不明）
- ジンクス（51a）
- オポッサム（51b）
- ピートのママ（51b、日本語版吹替：不明）

## スタッフ
- 制作総指揮 - ロブ・ラドゥカ
- 共同制作総指揮・シリーズ構成 - マーク・セイデンバーグ
- アートディレクター - サイ・トーマス
- キャラクターデザイン - ホセ・セラヤ、エド・ウェクスラー
- ビークルデザイン - ブルース・バーキー、ジェイソン・フルスト
- プロップデザイン - テリー・ハドソン、カルロス・セラヤ
- ロケーションデザイン - アンディ・アイス、ジャイロ・リザラズ
- ストーリーボード監修 - ランディ・カートライト
- CG監修 - ブライアン・ディーマー
- 色彩設定 - ジル・スティアーディヴァント
- 編集 - レイド・クラマー
- 音声監督 - ケリー・ウォード
- 音楽 - ビュー・ブラック、マイク・バーネット
- ラインプロデューサー - ブラッドリー・ボウレン
- 幼年期カリキュラム開発 - ディズニージュニア・エデュケーショナル・リソースグループ
- アニメーション制作 - テクニカラー・アニメーション、ディズニー・テレビジョン・アニメーション
- 製作 - ディズニー・テレビジョン・アニメーション、ディズニージュニア

### 日本語版制作
- 翻訳 - 末武明日香
- 演出 - 向山宏志
- 音楽演出 - 市之瀬洋一
- 録音制作 - （株）東北新社
- オープニングテーマ - 竹内浩明

## 各話リスト
| シーズン | 話数 | タイトル                                       | 原題                                      | 脚本                                  | ストーリーボード                        | 演出                   |
| -------- | ---- | ---------------------------------------------- | ----------------------------------------- | ------------------------------------- | --------------------------------------- | ---------------------- |
| 1        | 1    | ミッキーのタイヤ                               | Mickey's Wild Tire!                       | ブライアン・スウェンリン              | デイブ・ベネット                        | フィル・ワインスタイン |
| 1        | 1    | ペットのおせわ                                 | Sittin' Kitty                             | トーマス・ハート                      | デイブ・ウィリアムズ                    | ブロニ・リコマノフ     |
| 1        | 2    | グーフィー・ガソリン                           | Goofy Gas!                                | マーク・セイデンバーグ                | デイブ・ウィリアムズ                    | ブロニ・リコマノフ     |
| 1        | 2    | バナナどろぼう                                 | Little Big Ape                            | ジェニファー・ミュロ                  | ロッセン・ヴァルバノフ                  | ブロニ・リコマノフ     |
| 1        | 3    | マカロニ・リボン・カップ                       | Race for the Rigatoni Ribbon!             | マーク・セイデンバーグ                | トム・モーガン                          | フィル・ワインスタイン |
| 1        | 3    | さいこうのローマツアー                         | Roaming Around Rome                       | マーク・ドロップ                      | トム・モーガン                          | フィル・ワインスタイン |
| 1        | 4    | スパイのグーフィー                             | Agent Double-O-Goof                       | マーク・ドロップ                      | カーク・ハンソン                        | ブロニ・リコマノフ     |
| 1        | 4    | たまごのおせわ                                 | Egg-xasperating                           | キム・デュラン                        | デイブ・ベネット                        | フィル・ワインスタイン |
| 1        | 5    | ミッキーのさいこうのいちにち                   | Mickey's Perfecto Day!                    | アシュリー・メンドーサ                | ロッセン・ヴァルバノフ                  | ブロニ・リコマノフ     |
| 1        | 5    | レースカーではたあつめ                         | Running of the Roadsters!                 | マーク・ドロップ                      | トム・モーガン                          | フィル・ワインスタイン |
| 1        | 6    | ドナルドのりょこう                             | It's Wiki Wiki Time                       | トム・ギリース                        | デイブ・ウィリアムズ                    | ブロニ・リコマノフ     |
| 1        | 6    | とくべつなプレゼント                           | Happy Hula Helpers!                       | キム・デュラン                        | デイブ・ベネット                        | フィル・ワインスタイン |
| 1        | 7    | ほうせきどろぼう                               | Ye Olde Royal Heist                       | ブライアン・スウェンリン              | フィル・モスネス                        | フィル・ワインスタイン |
| 1        | 7    | じょおうさまのおちゃかい                       | Tea Time Trouble!                         | ジェニファー・ミュロ トーマス・ハート | カーク・ハンソン                        | ブロニ・リコマノフ     |
| 1        | 8    | グーフィーのてじな                             | Abra-ka-Goof!                             | ドン・ギリース                        | デイブ・ウィリアムズ デイブ・ベネット   | ブロニ・リコマノフ     |
| 1        | 8    | スージーのおたんじょうび                       | Happy Birthday Helpers!                   | キム・デュラン                        | デイブ・ベネット                        | フィル・ワインスタイン |
| 1        | 9    | ソーセージになろう                             | Guru Goofy                                | マーク・ドロップ                      | トム・モーガン                          | フィル・ワインスタイン |
| 1        | 9    | もうひとりのハッピー・ヘルパー                 | Bed, Breakfast and Bungled!               | キム・デュラン                        | フィル・モスネス ロッセン・ヴァルバノフ | フィル・ワインスタイン |
| 1        | 10   | そらとぶレース                                 | Going Upppppppppp!                        | ブライアン・スウェンリン              | ロッセン・ヴァルバノフ                  | ブロニ・リコマノフ     |
| 1        | 10   | ふたりだけのじかん                             | Gone Fishin'!                             | キム・デュラン マーク・ドロップ       | デイブ・ウィリアムズ                    | ブロニ・リコマノフ     |
| 1        | 11   | こううんのアヒルちゃん                         | Goof Luck Charm                           | シェリ・ストナー キム・デュラン       | デイブ・ベネット ロッセン・ヴァルバノフ | フィル・ワインスタイン |
| 1        | 11   | ゴルフたいかい                                 | Teed Off!                                 | ドン・ギリース                        | ロッセン・ヴァルバノフ                  | ブロニ・リコマノフ     |
| 1        | 12   | ちいさなレーサー                               | The Impossible Race                       | ドン・ギリース                        | トム・モーガン                          | フィル・ワインスタイン |
| 1        | 12   | ふねのうえのダンスたいかい                     | The Happiest Helpers Cruise!              | キム・デュラン                        | デイブ・ウィリアムズ                    | ブロニ・リコマノフ     |
| 1        | 13   | てんさいグーフィー                             | Smarty Goof                               | シェリ・ストナー マーク・ドロップ     | カーク・ハンソン ロッセン・ヴァルバノフ | ブロニ・リコマノフ     |
| 1        | 13   | ハッピー・ヘルパーじどうかん                   | Adventures in Buddysitting!               | キム・デュラン                        | フィル・モスネス                        | フィル・ワインスタイン |
| 1        | 14   | ヒーローになりたい!                            | Daredevil Goofy!                          |                                       |                                         |                        |
| 1        | 14   | レースのアナウンサー                           | The Big Broadcast                         |                                       |                                         |                        |
| 1        | 15   | レースカーをとりかえせ!                        | Stop That Heist!                          |                                       |                                         |                        |
| 1        | 15   | あこがれのえいがスター                         | Lights, Camera, HELP!                     |                                       |                                         |                        |
| 1        | 16   | さいこうのうんてんしゅ                         | Mouse Vs. Machine!                        |                                       |                                         |                        |
| 1        | 16   | ビリーのおじいちゃん                           | Grandpa Beagle's Day Out                  |                                       |                                         |                        |
| 1        | 17   | ガレージのリーダー                             | Donald's Garage                           |                                       |                                         |                        |
| 1        | 17   | まぼろしのさくひん                             | Artful Helpers                            |                                       |                                         |                        |
| 1        | 18   | いちについて、ようい、プルート!                | Ready, Get Pet... Go Pluto!               |                                       |                                         |                        |
| 1        | 18   | フィガロのともだち                             | Figaro's New Friend!                      |                                       |                                         |                        |
| 1        | 19   | ガレージをまもれ!                              | Garage Alone                              |                                       |                                         |                        |
| 1        | 19   | きょうふのサマーキャンプ                       | Camp Happy Helpers                        |                                       |                                         |                        |
| 1        | 20   | のろわれたレースカー                           | The Haunted Hot Rod                       |                                       |                                         |                        |
| 1        | 20   | きょうふのハロウィーン・パーティー             | Pete's Ghostly Gala                       |                                       |                                         |                        |
| 1        | 21   | ビリー・ビーグルのトップ・ガレージ             | Billy Beagle's Tip-Top Garage             |                                       |                                         |                        |
| 1        | 21   | レストランをすくえ!                            | Diner Dog Rescue                          |                                       |                                         |                        |
| 1        | 22   | さいこうのピットクルー                         | Pit Stop and Go!                          |                                       |                                         |                        |
| 1        | 22   | あこがれのいなかぐらし                         | Alarm on the Farm!                        |                                       |                                         |                        |
| 1        | 23   | チップとデールのねがい                         | Happy Hot Diggity Dog Holiday!            |                                       |                                         |                        |
| 1        | 23   | ハッピー・ホリデー・ヘルパー                   | Happy Holiday Helpers!                    |                                       |                                         |                        |
| 1        | 24   | とくべつなきゅうじつ                           | Hot Dog Daze Afternoon                    |                                       |                                         |                        |
| 1        | 24   | スイートないちにち                             | Super Sweet Helpers                       |                                       |                                         |                        |
| 1        | 25   | おいしいレース                                 | The Grand Food Truck Rally                |                                       |                                         |                        |
| 1        | 25   | クッコーララ                                   | Cuckoo La-La                              |                                       |                                         |                        |
| 1        | 26   | ドキドキくるまとりゲーム                       | Rockin' Roadsters!                        |                                       |                                         |                        |
| 1        | 26   | たのしいサファリ・パーク                       | Safari, So Goody!                         |                                       |                                         |                        |
| 2        | 27   | おおきなえもの                                 | The Biggest Heist Ever!                   |                                       |                                         |                        |
| 2        | 27   | ぴったりのスポーツ                             | Thrillin' Hilda                           |                                       |                                         |                        |
| 2        | 28   | ラズロをとめろ!                                | Stop Lazlo!                               |                                       |                                         |                        |
| 2        | 28   | おおさわぎのドッグ・ショー                     | The Hot Diggity Dog Show                  |                                       |                                         |                        |
| 2        | 29   | ドナルドのくさいいちにち                       | Donald's Stinky Day                       |                                       |                                         |                        |
| 2        | 29   | めざせハニービー・スカウト!                    | The Hiking Honeybees                      |                                       |                                         |                        |
| 2        | 30   | ふたりはライバル!                              | Racing Rivals                             |                                       |                                         |                        |
| 2        | 30   | ハッピー・ヘルパー・ヘルパー                   | The Hapless Helpers                       |                                       |                                         |                        |
| 2        | 31   | グーフィー・レース                             | The Goofy Race!                           |                                       |                                         |                        |
| 2        | 31   | おもいでのとけい                               | Cuckoo for Cuckoo Clocks!                 |                                       |                                         |                        |
| 2        | 32   | ガールズ・レーサー・クラブ                     | The Roadsterettes!                        |                                       |                                         |                        |
| 2        | 32   | しごとはほどほどに                             | Oh Happy Day!                             |                                       |                                         |                        |
| 2        | 33   | グーフィー・ドッグ                             | Phantom of the Café                       |                                       |                                         |                        |
| 2        | 33   | さよならクッコーロカ!?                         | Cuckoo in Paris                           |                                       |                                         |                        |
| 2        | 34   | スーパーチャージ!                              | Super-Charged!                            |                                       |                                         |                        |
| 2        | 34   | スーパーチャージ2：モンスタートラックをとめろ! | Super-Charged: Mickey's Monster Rally     |                                       |                                         |                        |
| 2        | 35   | スーパーチャージ3：ポップスター・ヘルパー      | Super-Charged: Pop Star Helpers           |                                       |                                         |                        |
| 2        | 35   | チップ・アンド・デール500                      | The Chip 'N Dale 500                      |                                       |                                         |                        |
| 2        | 36   | ウクレレ・パーティー                           | Mickey’s Ukulele Jam                      |                                       |                                         |                        |
| 2        | 36   | おじいちゃんたいおじいちゃん!                  | Grandpa vs. Grandpa!                      |                                       |                                         |                        |
| 2        | 37   |                                                | Goof Mansion                              |                                       |                                         |                        |
| 2        | 37   | A Doozy Night of Mystery                       |                                           |                                       |                                         |                        |
| 2        | 38   | とりをとれ!                                    | Daisy's Photo Finish!                     |                                       |                                         |                        |
| 2        | 38   | スーパーチャージ4：ゴールをきめろ!             | Super-Charged: Daisy's Grande Goal        |                                       |                                         |                        |
| 2        | 39   | プルートとこいぬ                               | Pluto and the Pup                         |                                       |                                         |                        |
| 2        | 39   | きえたくつ                                     | Trouble at Floochi's!                     |                                       |                                         |                        |
| 2        | 40   | ドライブイン・シアター                         | Goofy's Drive-In                          |                                       |                                         |                        |
| 2        | 40   | てつじんコンテスト                             | The Iron Mouse                            |                                       |                                         |                        |
| 2        | 41   | ミッキーへのサプライズ                         | Mickey's Big Surprise!                    |                                       |                                         |                        |
| 2        | 41   | ビーグルズをすくえ!                            | Meet the Beagles!                         |                                       |                                         |                        |
| 2        | 42   | ながれにのろう                                 | Snow-Go With the Flow!                    |                                       |                                         |                        |
| 2        | 42   | ヒルダのスケートショー                         | Happy Helpers on Ice!                     |                                       |                                         |                        |
| 2        | 43   | スキーりょこう                                 | Ski Trippin'!                             |                                       |                                         |                        |
| 2        | 43   | りっぱなおしごと                               | My Fair Pete                              |                                       |                                         |                        |
| 2        | 44   | スーパーチャージ：おおきなチーズ               | Super-Charged: The Big Cheesy             |                                       |                                         |                        |
| 2        | 44   | あたらしいけいけん                             | Shenannygans!                             |                                       |                                         |                        |
| 2        | 45   | エイプリル・フール                             | You Quack Me Up!                          |                                       |                                         |                        |
| 2        | 45   | チップとデールのひっこし                       | Tree House Trouble                        |                                       |                                         |                        |
| 2        | 46   | ミッキーのスプリング・グランプリ               | Mickey's Spring Grand Prix                |                                       |                                         |                        |
| 2        | 46   | たいせつなデイジー                             | My Little Daisy                           |                                       |                                         |                        |
| 2        | 47   | ミッキーのファンタスティック・フィールド・デー | Mickey's Fun-tastical Field Day           |                                       |                                         |                        |
| 2        | 47   | クララベルのレース                             | Clarabelle on the Mooo-ve!                |                                       |                                         |                        |
| 2        | 48   | スーパーチャージ：ドナルドのレースカーさがし   | Super Charged: Donald's Roadster Round-Up |                                       |                                         |                        |
| 2        | 48   | デイジー・ダンス                               | The Daisy Dance!                          |                                       |                                         |                        |
| 2        | 49   | スーパーチャージ：ちからをあわせて             | Super-Charged: Two Close Friends          |                                       |                                         |                        |
| 2        | 49   | ビッグビーのサプライズ                         | Mr. Bigby's Big Night                     |                                       |                                         |                        |
| 2        | 50   | たからのちず                                   | Goof Quest                                |                                       |                                         |                        |
| 2        | 50   | ラマ・ドラマ                                   | Llama Drama                               |                                       |                                         |                        |
| 2        | 51   | いたずらジンクス                               | Hi, Jinx!                                 |                                       |                                         |                        |
| 2        | 51   | ジャンクヤード・ヘルパー                       | Pete's Junkyard Helpers                   |                                       |                                         |                        |